# اوبیناس
اوبیناس (به انگلیسی: Ubinas) فعال‌ترین آتشفشان در پرو است. این آتشفشان در جنوب پرو، در حدود ۹۰۰ کیلومتری جنوب لیما واقع شده است. در پای آن شهر کوئراپی قرار دارد.
بلندای اوبیناس ۵۶۷۲ متر است و دهانهٔ آتشفشانی آن ابعادی بسیار بزرگ دارد به‌طوری که پهنای تقریبی آن ۱٫۲ کیلومتر است. این آتشفشان نسبتاً جوان است.
نکتهٔ ویژه در مورد اوبیناس این است که از آن تنها خاکستر به بیرون می‌پاشد و نه گدازه. در سال ۲۰۰۶، اوبیناس دوباره فعال شد و مقادیر زیادی خاکستر فراپاشید. هزاران پرویی که در نزدیکی آتشفشان زندگی می‌کنند، با مشکلات سلامتی روبه‌رو هستند. فوران‌های این آتشفشان در مسیر رفت‌وآمد هوایی نیز دشواری زیادی ایجاد می‌کند.
در ۱۵ آوریل ۲۰۰۶، ابر خاکستر اوبیناس حتی به ارتفاع ۹ کیلومتری رسید. در آن تاریخ وضعیت اضطراری اعلام شد و ساکنان پیرامون آتشفشان تخلیه شدند و منطقهٔ امن اطراف آتشفشان باری دیگر کوچک‌تر شد.
همچنین در سال ۲۰۱۴، این آتشفشان با فوران یک ستون بزرگ خاکستر از خود فعالیت نشان داد.

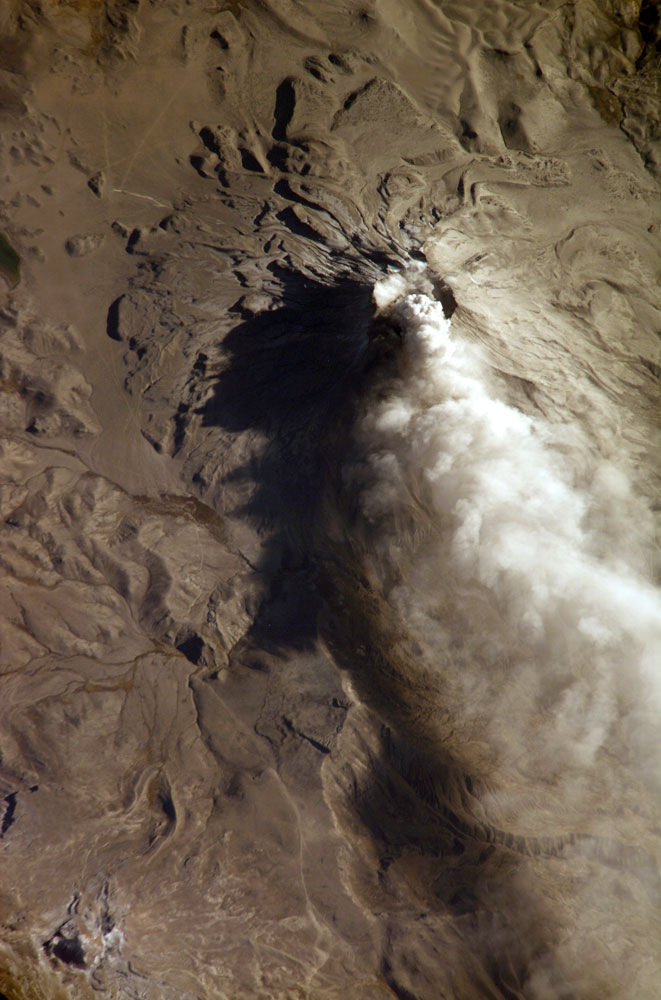
فروان اوبیناس در سال ۲۰۰۶.